# Bahnhof Tabata
Der Bahnhof Tabata (jap. 田端駅, Tabata-eki) ist ein Bahnhof in der japanischen Hauptstadt Tokio. Er wird von der Bahngesellschaft JR East betrieben und befindet sich im Südosten des Bezirks Kita.

## Verbindungen
Tabata ist ein Trennungsbahnhof, wo die Keihin-Tōhoku-Linie und die Yamanote-Linie aufeinandertreffen. Beide werden durch die Bahngesellschaft JR East betrieben. Erstere verbindet Ōmiya mit Tokio und Yokohama sowie daran anschließend auf der Negishi-Linie mit Ōfuna. Tagsüber fahren die Nahverkehrszüge alle fünf Minuten, während der Hauptverkehrszeit alle drei bis vier Minuten. Somit werden jede Stunde zwischen 12 und 20 Züge angeboten. Ähnlich dicht ist der Verkehr auf der ringförmig rund um das Tokioter Stadtzentrum verlaufenden Yamanote-Linie: Tagsüber in beiden Richtungen zwölf Züge je Stunde, während der Hauptverkehrszeit bis zu 18 Züge. An den Bushaltestellen vor dem Nordausgang des Bahnhofs halten zwei Linien der Gesellschaft Toei Bus und eine Quartierbuslinie des Bezirks Kita.

## Anlage
Der Bahnhof steht an der Grenze zwischen den Stadtteilen Tabata im Süden und Higashitabata im Norden, die beide zum Bezirk Kita gehören. Die Umgebung ist durch gemischte Geschäfts- und Wohnviertel geprägt. Während Tabata am äußersten Rand des Musashino-Plateaus liegt, gehört Higashitabata geografisch zur Sumida-Flussebene. Der beträchtliche Höhenunterschied wird durch die Präfekturstraße 458 und die parallel dazu verlaufende, ausschließlich Fußgängern vorbehaltene Tabata-Fureai-Brücke überwunden, die das weitläufige Bahnareal überqueren. In der Nähe befinden sich die Verwaltung von JR East für den Großraum Tokio und das Hochhaus Tabata Asuka Tower.
Die Anlage ist von Südosten nach Nordwesten ausgerichtet und umfasst 16 Gleise. An zwei überdachten Mittelbahnsteigen mit Bahnsteigtüren liegen die vier westlichsten Gleise, an denen die Nahverkehrszüge halten. Der nördliche Zugang ist als Reiterbahnhof gestaltet, dessen Haupteingang auf einen Vorplatz unmittelbar bei den zwei Brücken ausgerichtet ist. In das dreistöckige Gebäude ist das Einkaufszentrum Atrévi Tabata integriert. Die beiden Bahnsteige sind an ihrem südlichen Ende über eine gedeckte Fußgängerbrücke miteinander sowie mit dem südlich angrenzenden Wohnviertel verbunden. Neben den Nahverkehrsgleisen verlaufen vier Dienstgleise. Die drei daran angrenzenden Gleise sind normalspurig. Zwei gehören zur Schnellfahrstrecke Tōhoku-Shinkansen, die in diesem Bereich aufgeständert auf einem Viadukt verläuft, der auch die beiden Brücken überquert. Das dritte Normalspurgleis führt ebenerdig zu einer Abstellanlage für Shinkansen-Züge westlich des Bahnhofs. Fünf weitere Gleise an der Ostseite der Anlage, dienen einerseits als Abstellanlage für kapspurige Züge, andererseits als teilweise eingehauster Zugang zu einem Rangierbahnhof, der rund einen halben Kilometer nordwestlich davon beginnt.
Im Fiskaljahr 2019 nutzten durchschnittlich 47.008 Fahrgäste täglich den Bahnhof.

## Bilder

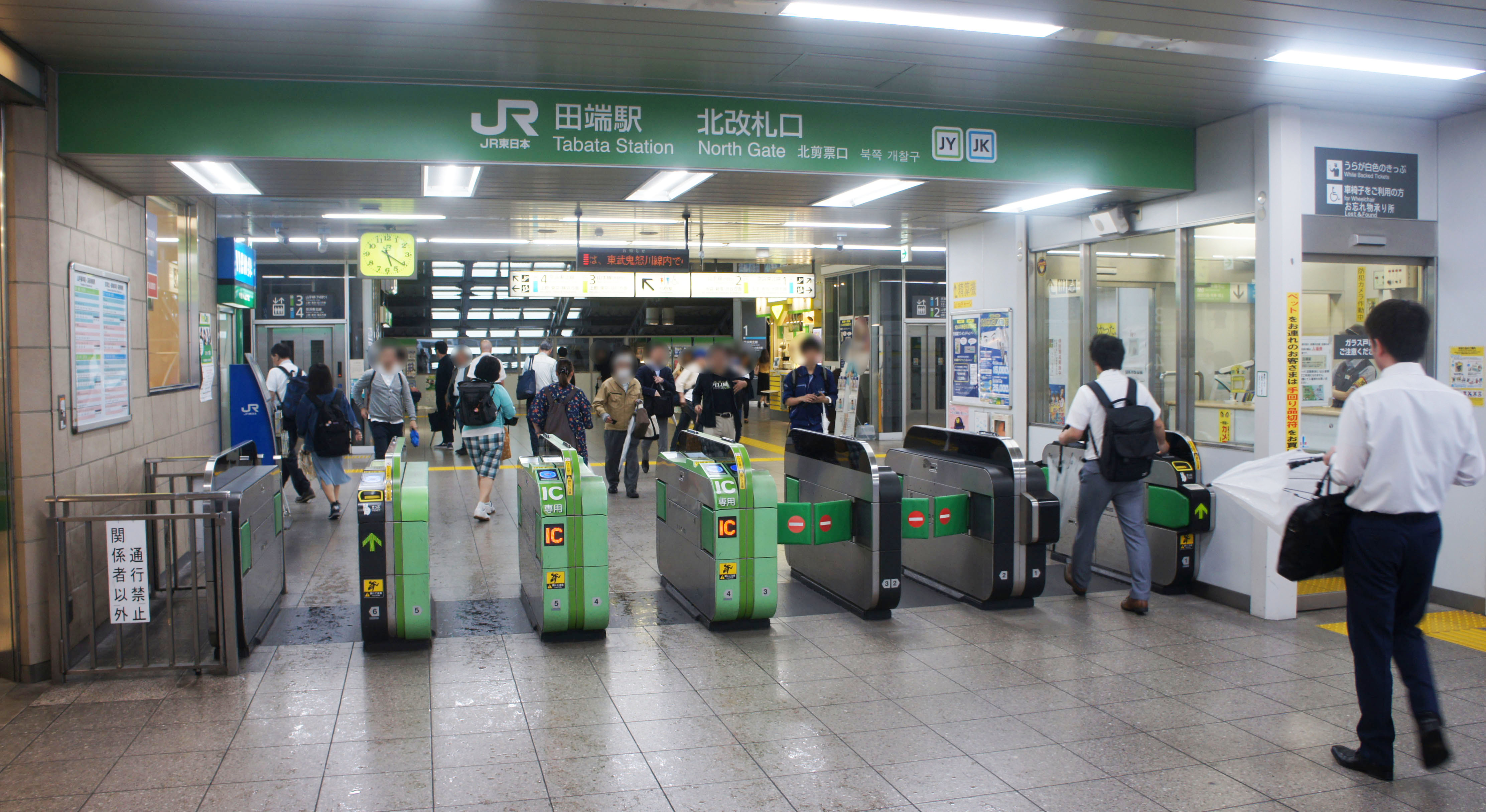
Bahnsteigsperren
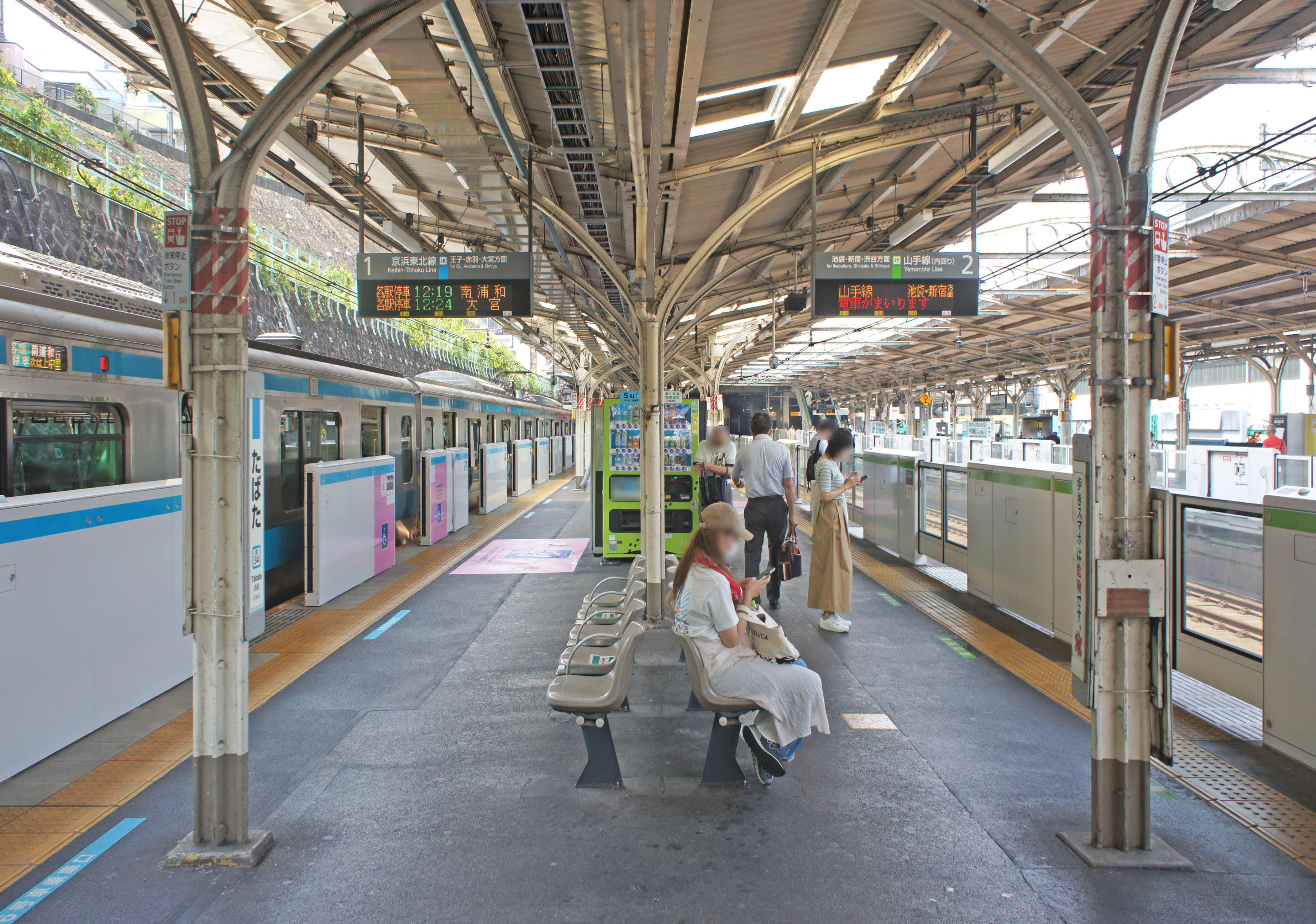
Bahnsteig 1/2
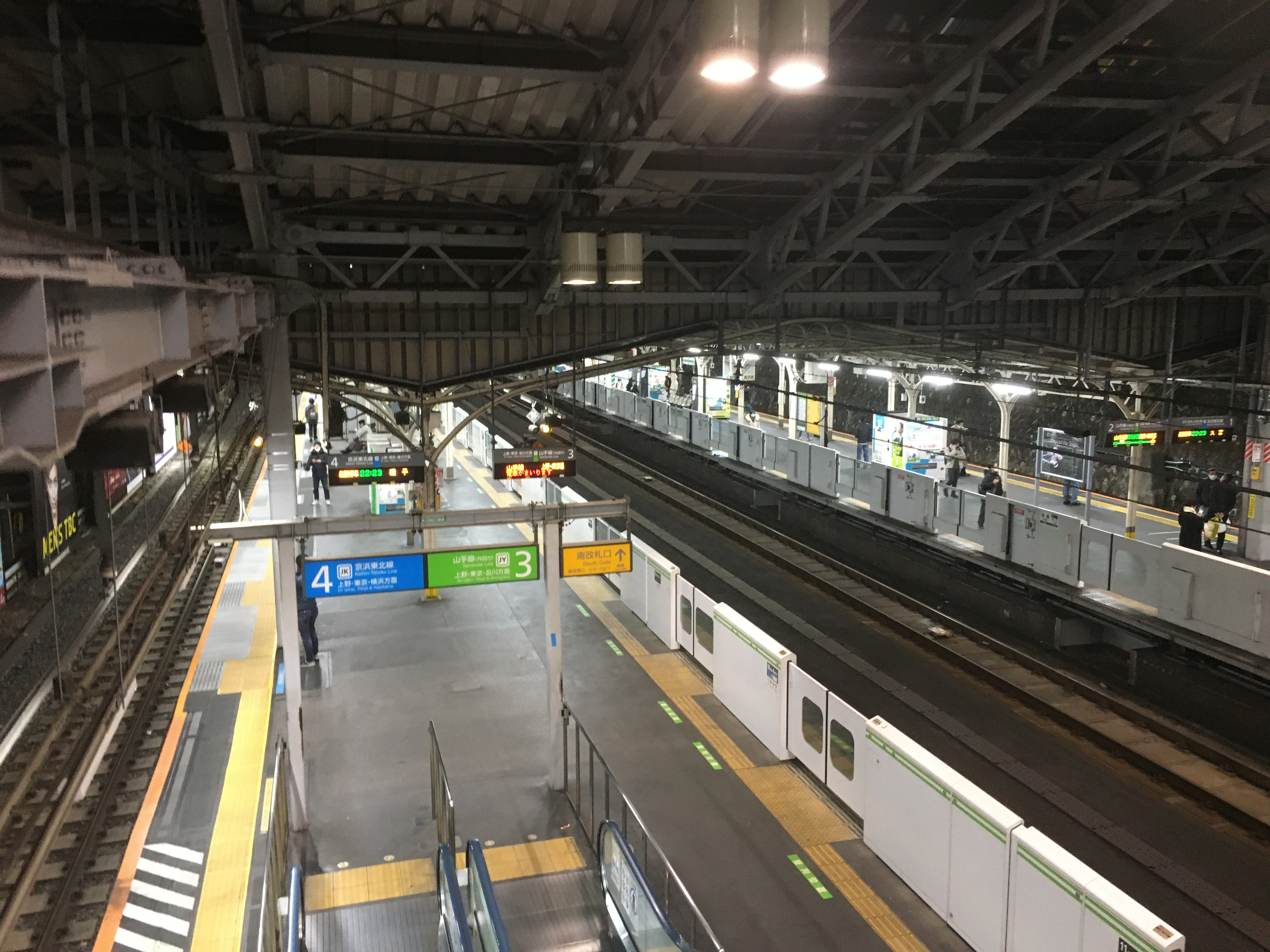
Bahnsteige von oben gesehen
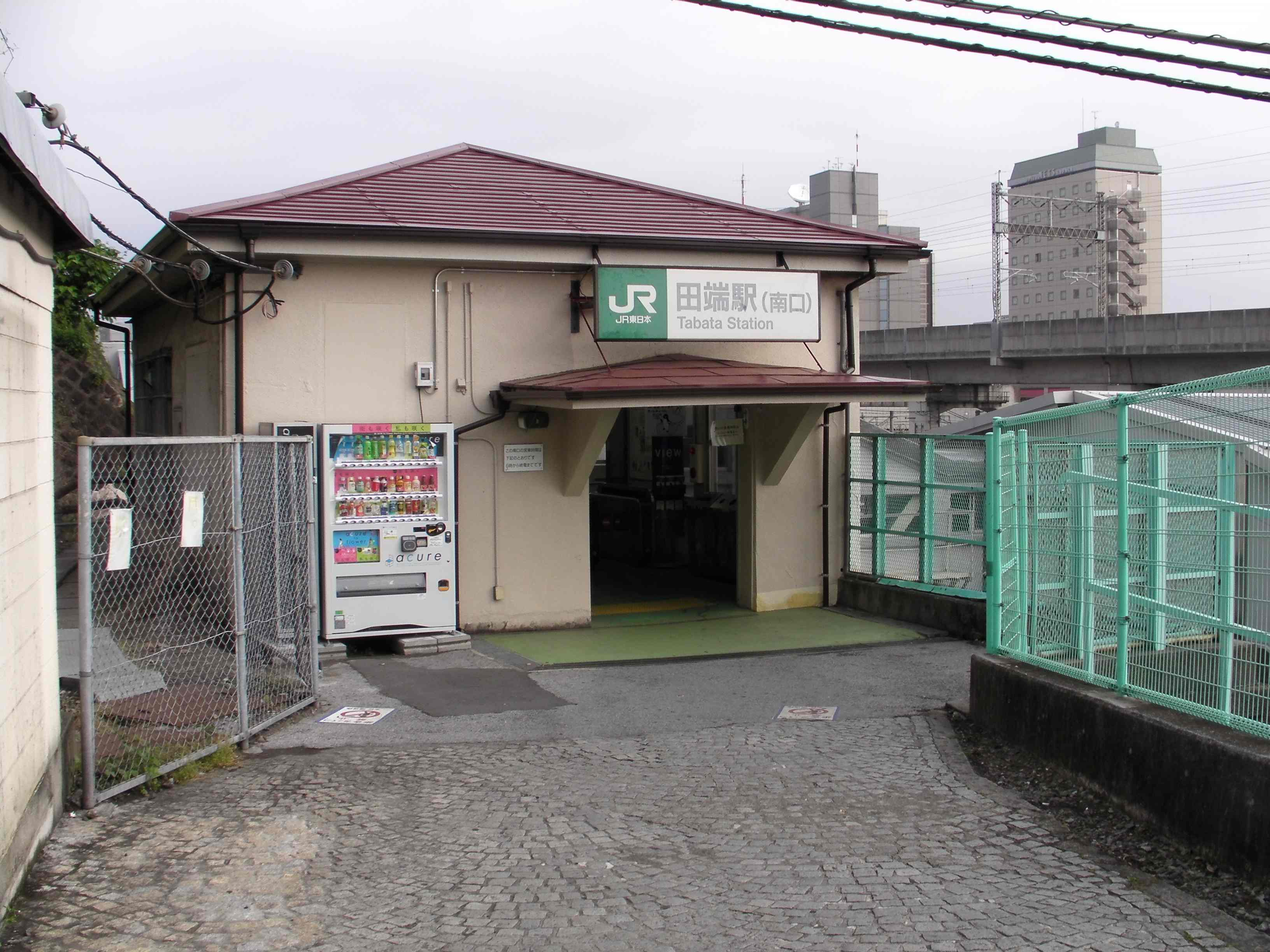
Südlicher Eingang

## Gleise
| 1 | ▉ Keihin-Tōhoku-Linie | Ōji • Urawa • Ōmiya                             |
| 2 | ▉ Yamanote-Linie      | Ikebukuro • Shinjuku • Shibuya                  |
| 3 | ▉ Yamanote-Linie      | Ueno • Tokio • Shimbashi • Shinagawa            |
| 4 | ▉ Keihin-Tōhoku-Linie | Ueno • Tokio • Shimbashi • Shinagawa • Yokohama |

## Linien
| Verlauf der Keihin-Tōhoku-Linie / Negishi-Linie |
| --- |
| Ōmiya • Saitama-Shintoshin • Yono • Kita-Urawa • Urawa • Minami-Urawa • Warabi • Nishi-Kawaguchi • Kawaguchi • Akabane • Higashi-Jūjō • Ōji • Kami-Nakazato • Tabata • Nishi-Nippori • Nippori • Uguisudani • Ueno • Okachimachi • Akihabara • Kanda • Tokyo • Yūrakuchō • Shimbashi • Hamamatsuchō • Tamachi • Takanawa Gateway • Shinagawa • Ōimachi • Ōmori • Kamata • Kawasaki • Tsurumi • Shin-Koyasu • Higashi-Kanagawa • Yokohama • Sakuragichō • Kannai • Ishikawachō • Yamate • Negishi • Isogo • Shin-Sugita • Yōkōdai • Kōnandai • Hongōdai • Ōfuna |

| Verlauf der Yamanote-Linie |
| --- |
| Shinagawa • Ōsaki • Gotanda • Meguro • Ebisu • Shibuya • Harajuku • Yoyogi • Shinjuku • Shin-Ōkubo • Takadanobaba • Mejiro • Ikebukuro • Ōtsuka • Sugamo • Komagome • Tabata • Nishi-Nippori • Nippori • Uguisudani • Ueno • Okachimachi • Akihabara • Kanda • Tokyo • Yūrakuchō • Shimbashi • Hamamatsuchō • Tamachi • Takanawa Gateway • Shinagawa |

## Geschichte

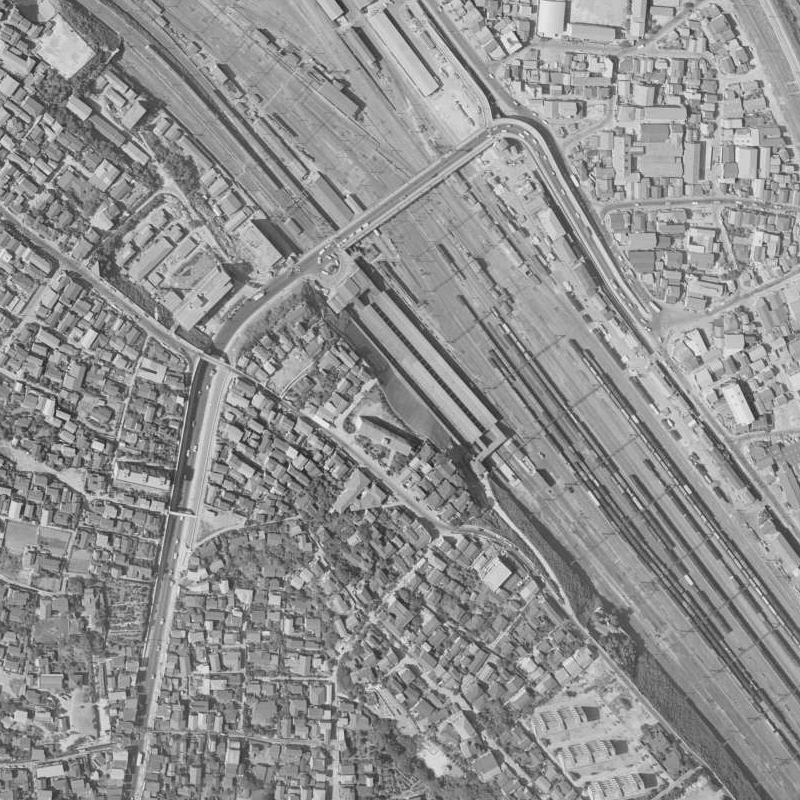
Luftansicht von 1963

Die Nippon Tetsudō, Japans erste private Bahngesellschaft, eröffnete 1883 den ersten Abschnitt der später so bezeichneten Tōhoku-Hauptlinie. Über ein Jahrzehnt lang fuhren die Züge zunächst ohne Halt durch. Die Inbetriebnahme des Bahnhofs Tabata erfolgte am 1. April 1896, sowohl für den Personen- als auch für den Güterverkehr. Ein halbes Jahr später, am 25. Dezember 1896, nahm die Nippon Tetsudō auch den ersten Abschnitt der späteren Jōban-Linie in Betrieb, die vor allem für den Transport von Steinkohle aus dem Jōban-Kohlerevier von großer Bedeutung war. Schließlich folgte am 1. April 1903 die Eröffnung der Strecke von Tabata nach Ikebukuro (heute Teil der Yamanote-Linie). Dadurch war es möglich, die Kohlezüge von der Jōban-Linie direkt zum Hafen von Yokohama zu führen – ohne Umweg über Akabane. Im Bahnhof Tabata mussten die Züge der Jōban-Linie in Tabata allerdings zwei Spitzkehren befahren, um den Höhenunterschied von 23 Metern zwischen der Arakawa-Flussebene und dem angrenzenden Musashino-Plateau zu überwinden. Diese betriebliche Situation war unbefriedigend, weshalb die Nippon Tetsudō am 1. April 1905 eine Abkürzung zwischen Mikawashima und Nippori in Betrieb nahm, sodass zumindest in Richtung Ueno die Spitzkehren entfallen konnten. Der Streckenabschnitt Mikawashima–Tabata ist seither dem Güterverkehr vorbehalten.
Als Folge des Eisenbahnverstaatlichungsgesetzes ging der Bahnhof am 1. November 1906 an das Eisenbahnamt (das spätere Eisenbahnministerium) über. Nach vierjähriger Bauzeit stellte es 1917 den benachbarten Rangierbahnhof Tabata fertig, mit Japans erstem Ablaufberg. 1928 kam es zu großen Veränderungen. Zunächst verlegte das Eisenbahnministerium die Tōhoku-Hauptlinie und die Takasaki-Linie auf die Nordseite des Rangierbahnhofs, gemäß dem Konzept zur Trennung von Fern- und Nahverkehrsstrecken im urbanen Bereich. Dort entstand der neue Bahnhof Oku. Der Bahnhof Tabata wiederum wurde an die Bedürfnisse des Nahverkehrs angepasst. Die Inbetriebnahme einer zusätzlichen Doppelspur ermöglichte am 1. November 1928 die Verlängerung der Keihin-Tōhoku-Linie von Tokio nach Akabane. In Tabata selbst wurden außerdem das Empfangsgebäude und der ältere der beiden Bahnsteige um rund 200 Meter näher in Richtung Nippori verschoben.
Im Rahmen der Privatisierung der Japanischen Staatsbahn ging der Bahnhof am 1. April 1987 in den Besitz der neuen Gesellschaft JR East über. Im Sommer 2005 begann eine umfassende Renovierung, die unter anderem die Errichtung eines neuen dreigeschossigen Empfangsgebäudes auf der Nordseite des Geländes sowie Einrichtungen für die barrierefreie Nutzung umfasste. Das Gebäude konnte ab November 2006 provisorisch genutzt werden, am 30. Juli 2008 waren die Arbeiten abgeschlossen.